# Rastko Stojković

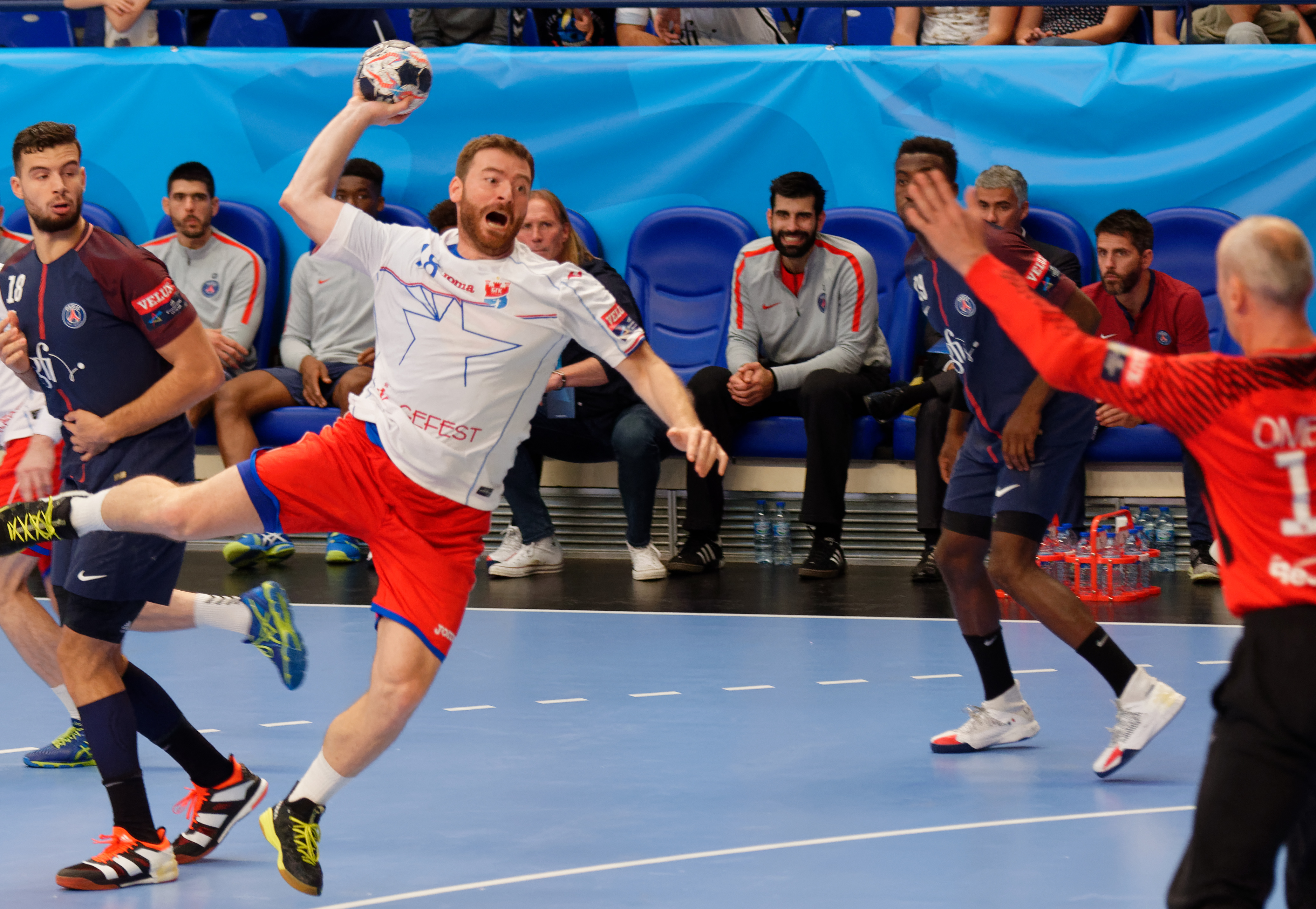
Rastko Stojković au tir face au PSG, le 24 septembre 2017.

Rastko Stojković (en serbe cyrillique : Растко Стојковић), né le 12 juillet 1981 à Belgrade, est un joueur de handball international serbe. Il mesure 1,91 mètre et pèse 104 kilos. Il joue au poste de pivot et évolue depuis 2013 dans le club biélorusse de HC Meshkov Brest. Il joue également dans l'équipe nationale de Serbie.

## Biographie
En 2013, il est contraint de quitter le club polonais de KS Kielce à la suite de l'arrivée de Julen Aguinagalde. Il trouve alors un point de chute dans son ancien club, l'Étoile rouge de Belgrade. En décembre de la même année, il signe un contrat de deux ans et demi à compter de février 2014 pour le club biélorusse de HC Meshkov Brest.

## Palmarès

### En club
Compétitions internationales
- Coupe de l'EHF (C3) (1) : 2008 (avec HSG Nordhorn)
- Troisième place de la Ligue des champions en 2013
- Finaliste de la  Ligue SEHA en 2014 et 2015

Compétitions nationales
- Championnat de Pologne (3) : 2010, 2012, 2013
- Coupe de Pologne (4) : 2010, 2011, 2012, 2013
- Championnat de Biélorussie (5) : 2014, 2015, 2016, 2017, 2018
- Coupe de Biélorussie (5) : 2014, 2015, 2016, 2017, 2018
- Championnat de Suisse (1) : 2021

### En équipe de Serbie
- Championnat d'Europe
  -  Médaille d'argent au Championnat d'Europe 2012,  Serbie
  - 13e place au Championnat d'Europe 2014,  Danemark
- Championnat du monde
  - 10e place au Championnat du monde 2011,  Suède